# Karl-Axel Björnberg
Karl-Axel Björnberg, född 17 augusti 1932 i Tranås, är en svensk författare, buktalare och ståuppkomiker. 
Han är son till läroverksadjunkten Axel Gustavson och sjuksköterskan Alfhild Björnberg. År 1932 flyttade familjen till Eksjö och 1937 till Halmstad. Där avlade Björnberg studentexamen 1951 och började sedan studera språk vid Lunds universitet. Han är filosofie magister och har arbetat som gymnasielärare i Värnamo i engelska, tyska och franska. Gift 1960 med Ingalill Björnberg, född Björklund, samt far till Eva och Anna Björnberg.
Tillsammans med apan Jocko har han uppträtt som buktalare i 25 år och turnerat i stora delar av Sverige. Björnberg har skrivit Buktalarboken: en handbok i buktaleri, den första boken på svenska om buktaleri. Boken resulterade i världens första TV-sända buktaleriskola som sändes i SVT1 1994, sammanlagt 23 program. 
1998 utgav Björnberg guideboken Kungliga och Norra begravningsplatserna: vandringar bland berömda personers gravar. Han har lett guidningar av dessa båda kyrkogårdar under många år samt guidningar i Gamla stan i Stockholm.
Björnberg har dessutom drivit och uppträtt på flera standup-klubbar i Stockholm under åren 2003–2012. Under senare år har han lett musikfrågesport, då han sjungit ackompanjerad av pianist.